# Lucia Caporaso
Lucia Caporaso (Roma, 22 maggio 1965) è una matematica italiana, che svolge attività di ricerca in geometria algebrica, geometria aritmetica, geometria tropicale e geometria enumerativa presso l'Università degli Studi Roma Tre.

## Biografia
Laureata nel 1989 presso l'Università La Sapienza di Roma, Caporaso ha conseguito il dottorato presso l'Harvard University nel 1993 con la tesi On a Compactification of the Universal Picard Variety over the Moduli Space of Stable Curves e con la supervisione di Joe Harris. È stata docente assistente di Benjamin Pierce presso la facoltà di matematica all'Università di Harvard, ricercatrice all'Università degli Studi di Roma Tor Vergata, docente assistente al Massachusetts Institute of Technology e docente associata all'Università di Sannio. 
Nel 2001 è diventata docente all'Università degli Studi Roma Tre, dove tra il 2013 e il 2018 è stata a capo del dipartimento matematico e fisico.

## Riconoscimenti
- (1997) Premio Bartolozzi, premio biennale in ricordo del matematico italiano Giuseppe Bartolozzi.[3]
- (2018) Invito come relatrice presso il Congresso internazionale dei matematici.[4]

## Alcune pubblicazioni
- Current developments in algebraic geometry, Cambridge Univ. Press, 2014, ISBN 9781107459465.
- Lucia Caporaso e Eduardo Esteves,On Abel maps of stable curves, Rio de Janeiro, Inst. de Matemática Pura e Aplicada, 2006.
- On a compactification of the universal Picard variety over the moduli space of stable curves, tesi, Harvard University, 1993.[5]